# Типове сеитбообращения
А. В. Советов (Ковачев, 1973) приема като определение за система на земеделие различните форми на земеползването. Под система на земеделие А. С. Ермолов (Ковачев, 1973) е разбирал – начинът на използване на територията за производство на растителни продукти. Според него, основните признаци, по които се различават различните системи на земеделие са начините за поддържане или възстановяване на производителните сили на земята и съотношението между зърнени, фуражни и технически култури. Според Д. И. Менделеев и К. А. Тимирязев, важен признак на системата на земеделие е торенето, особено с минерални торове. В.Р. Вилямс стеснява понятието за система на земеделие. Според него под „система на земеделие“ трябва да се разбира системата за възстановяване на почвеното плодородие и подобряване на почвената структура (Ковачев, 1973). Ако обединим различните схващания за същността на системата на земеделие, то може да приемем, че под „система на земеделие“ се разбира начинът или съвкупностите от начини за въздействие на човека върху земята с цел получаване на земеделска продукция, както и използваните методи за поддържане и повишаване на почвеното плодородие, тоест системата на земеделие представлява комплекс от агрономически, организационни и стопански мероприятия, целящи получаването на максимално количество продукция от единица площ при установена структура на производство, при минимален разход на труд и средства, чрез рационално използване на почвените ресурси и съхраняване и повишаване плодородието на почвата. По-важните мероприятия включващи се в и характеризиращи системата на земеделие са следните:
- Организация на територията и избор на съответстващи на производствената специализация на земеделското стопанство съотношение на културните видове и структура на посевната площ;
- Рационални сеитбообращения, осигуряващи изпълнение на производствената програма;
- Диференцирана обработка на почвата, съобразена с почвените и теренни условия и биологичните особености на културите и метеорологичните условия;
- Торене с органични, минерални и микроторове, съобразено с хранителния баланс на почвата, влиянието на културите предшественици и изискванията на следващите култури;
- Правилно напояване, отводняване и поддържане на близка до неутралната почвена реакция;
- Системна превенция на водната и ветрова ерозия на почвата;
- Комплексна механизация на дейностите по отглеждане на културите;
- Системна борба с плевелите, болестите и неприятелите по културните растения;
- Правилна организация на семепроизводството и сортоподдържането и др.

В историческа последователност развитието на системите на земеделие може да се представи във вида:
- залежна
- преложна
- угарна
- плодосменна
- тревополна
- окопна

## Залежна
Залежна система на земеделие – прилагана в ранните периоди от развитието на човешкото общество, когато не е съществувала частна собственост върху земята и е преобладавало подвижното „чергарско земеделие“. Същността на системата в степните райони се е изразявала в разораване на девствени, целинни земи, които никога не са били обработвани. Те са били разоравани и върху тях са се отглеждали безсменно само житни култури, като получаваните добиви са задоволявали нуждите от храна. Земята се е ползвала между 3 – 8 години, тъй като засажданите безсменно житни култури са изтощавали почвата, примитивната техника на обработка не е позволявала ефикасна борба с плевелите и в резултат посевите бързо заплевелявали, добивите спадали и тези площи са бивали изоставяни. В горските и горско-степните райони, залежната система се е прилагала под формата на т.нар. „огнена“ система. При нея, за да стане земята годна за отглеждане на полски култури, се прибягвало до изгаряне на гората, храстите или чима. Разширяването по този начин на обработваемата земя за сметка на горите и целините е било съпроводено със силно развитие на ерозията на наклонените терени. При тази система на земеделие не са се полагали грижи за поддържането на ефективното /изкуствено/ почвено плодородие, а е използвано само естественото плодородие на почвата. Възстановяването на плодородието е ставало само по естествен път, под влияние на естествената растителност.

## Преложна
Преложна система на земеделие – прилагана по време на робовладелския обществен строй, когато е възникнала и частната собственост върху земята. Тази система постепенно заменила залежната, но запазила повечето от характерните и черти. При преложната система определен участък се обработвал и засявал предимно със зърнени житни култури, безсменно, докато давал задоволителни добиви, след което се оставял в почивка „прелог“, за да възстанови плодородието си по естествен път. При типичната преложна система, „прелогът“ е бил няколко десетки години, период достатъчен, за да се възстанови плодородието и структурата на почвата по естествен път. В горските райони преложната система е прилагана под формата на „подсечно-огнева система“. За прилагането ѝ е било необходимо огромни площи да се разделят на поне 10 участъка, които са се обработвали последователно. Подготовката за засяване на първия е започвала с изсичане на гористата и храстовидна растителност, както и с отсичането на по-тънките клони и обелването на стволовете на дърветата. След изнасянето на ценната дървесина останалата зелена маса се е разпределяла равномерно върху целия освободен терен. След преминаване на определен период, необходим за изсъхването ѝ, тя се е подпалвала и в още недобре изстиналата пепел са се хвърляли семената. След падането на първите дъждове е започвало кълненето на посевите. Така подготвен терен е могъл пълноценно да се експлоатира не повече от два сезона – време, в което е трябвало да бъде подготвен следващият участък. Така едва след 10 – 20 години хората са могли да се върнат отново към обработката на първия терен. Този срок е бил необходим за възстановяване на продуктивните качества на земята, тъй като описаната полевъдна система е силно изтощителна за почвата, а процесът на естествена регенерация е бавен. При провеждане на експерименти за практикуване на този вид стопанисване на земята е установено, че подсечно-огневата система е могла да бъде оптимално прилагана само в северните рядко населени части на континента. Изисквала е използването предимно на дървосекачни инструменти, а самото разравяне на пепелта е могло да се извършва и с по-слаби сечива. Предполагала е непрекъснатото участие на почти цялото предимно мъжко население при освобождаване на терените, а и на всички останали членове на общината в следващите земеобработващи и опазващи реколтата процеси. Предполага наличие на обширни и удобни за земеделие свободни земи в близост до всяко селище, тъй като от наличната обработваема земя се е използвали ефективно около 10%.

## Угарна
Угарна система на земеделие – появата ѝ се наложила от нарастването на населението, нуждата от земеделска продукция и съответно от повече обработваема площ. Тази нужда се задоволявала най-лесно посредством разширяване на обработваемата площ, чрез съкращаване на прелога. Постепенно почивката се намалила до 1 година, като при това почвата в прелог се е обработвала. Такава почва в прелог, която се е обработвала, без да се засява се нарича „угари“. Скъсяването на периода на прелога, наложило съответно да се скъси и периода, през който почвата се е използвала ефективно за отглеждане на земеделски култури, но това от своя страна довело до ограничаване на избора на засяваните култури. Така постепенно преложната система отстъпила място на угарната система на земеделие. Характерно за последната е, че даден участък след едногодишна почивка във вид на угар се е засявал една-две години със зърнени житни култури. Така се оформя за пръв път новия белег на системата на земеделие, сеитбообращението, и се прави първи опит за възстановяване на плодородието на почвата по изкуствен път. Угарната система на земеделие се е срещала под 2 форми: угарна система с неторена угар и угарна система с торена угар. Всяка от тези системи се характеризира с две типични за нея сеитбообращения – двуполно и триполно.
При двуполното сеитбообращение половината от обработваемата площ на един собственик се е обработвала една година като угар, а останалата се е засявала със зърнени житни култури. Следващата година са се сменяли местата на угарта и зърнените житни. При триполното сеитбообращение 1-вото поле се оставяло на угар, 2-рото се е засявало със зимна житна култура и 3-тото с пролетна житна култура. Угарната система е по-прогресивна в сравнение със залежната и преложната система. Това се дължи на по-пълното и интензивно използване на обработваемата площ, въвеждането на първите оръдия за обработка на почвата, като плугът, браната и др. Които допринасят за подобряване на обработката на почвата. В типичните угарни сеитбообращения обаче са застъпени само житни култури със слята повърхност, което води до бързо понижаване на добивите поради изтощаване на почвата. Ниското ниво на агротехниката способствало за масовото заплевеляване и нападението на посевите от болести и неприятели. Въвеждането на угарта, макар и прогресивно по отношение на предходните системи на земеделие, все още не допринася за възстановяване на плодородието на почвата, тъй като след прибиране на реколтата угарта се е използвала за паша и е била обработвана едва преди засяването на следващите култури през май-юни следващата година. Необходимостта от компенсиране на понижените добиви от житните култури е налагала изсичане на гори, и разораване на пасища и ливади, което дало предимство в развитието на растениевъдството, но за сметка на животновъдството, за което пасищата и ливадите са били единственият източник на снабдяване с фураж. Развитието на капиталистическите производствени отношения постепенно потиснало натуралният характер на селското стопанство и то се подчинява на пазарните принципи. Възникването и разрастването на градовете увеличава търсенето на растителни и животински продукти. Това наложило на площта на нивите да започнат да се отглеждат и някои окопни фуражни и технически култури (царевица, слънчоглед, захарно цвекло и др.) както и на многогодишни треви (люцерна и детелина) Навлизането на окопните култури в сеитбообращенията видоизменят и усъвършенстват вида им от началото на угарната система на земеделие и те постепенно преминават в угарно-окопни и плодосменни. Промяната на типичните угарни сеитбообращения, чрез навлизането в тях на окопни култури, е ставало главно за сметка на площите с угар. Например при двуполните сеитбообращения половината от угарта се е засявала с окопно растение. Така половината от зърнените култури са били засявани след угар, а другата половина след окопни култури. В резултат са се получавали две съединени двуполни сеитбообращения с наполовина по-малка площ на полетата. По този начин са се видоизменили и триполните угарни сеитбообращения, преминавайки в шестполни угарно-окопни. Угарната система на земеделие започва да се прилага в Русия (Ковачев, 1973) от началото на 16 век, в Европа през 16 – 17 век бива заменена от плодосменната, а в зърнените райони на САЩ, Канада и Австралия се запазва и до по късно. В България окопни култури започват да се отглеждат през 17 – 18 век, като подходящи за нашите условия се оказали царевицата и фасулът. Разширяването на площите на тези култури е ставало главно за сметка на площите на угарта. Въвеждането на отглеждане на технически и фуражни култури и недостигът на земя довежда до бързо намаляване на свободната угар от 50% от обработваемата площ по време на османското владичество, до 20% в началото на 20 век и до 7,4 % през 1939 – 43 г.

## Плодосменна
Плодосменна система на земеделие – настъпва с бързото развитие на промишлеността, нарастването на населението в градовете и нарастващите нужди от земеделска продукция. Това налага въвеждането на по-голям брой култури и по-интензивно използване на земята. Още през 16 век в по-напредналите страни започва заемането на угарта с окопни и бобови култури. По този начин посредством частичното заемане на угарта, типичните угарни сеитбообращения се видоизменят в угарно-окопни, а след това, когато угарта е била напълно заета, се превръщат в плодосменни сеитбообращения. Навлизането на плодосменните сеитбообращения като съставна част на плодосменната система на земеделие започва през 16 – 17 век в Холандия и Белгия, след това се разпространяват в Англия, през 18 век във Франция и 19 век Германия. Най-значим признак на плодосменната система на земеделие се смята пълното премахване на свободната угар и замяната и с окопни и бобови култури, както и задължителното редуване на зърнени житни с окопни култури и бобови треви и отглеждане на треви в полетата на сеитбообращението. Редуването на културите се обосновава с необходимостта от разделянето им на две големи групи: култури, които изтощават почвата, като тук се включват всички зърнени житни култури със слята повърхност и култури, които обогатяват почвата, като към тази група се включват всички окопни култури и многогодишни бобови треви. Счита се за правилно в типичните плодосменни сеитбообращения зърнените житни да заемат 50% от площта, а окопните и многогодишните (бобови треви) по 25%. Класически пример за плодосменно сеитбообращение е т.нар. „Норфолкско сеитбообращение“, създадено през 17 век в Белгия и получило широко разпространение след това в Англия (графство Норфолк) (Ковачев, 1973). То се е състояло от 4 полета, засяти съответно с детелина, зимна пшеница, кръмна ряпа и двуреден пролетен ечемик с подсяване на детелина. Типичните плодосменни сеитбообращения, преминавайки в Европа, не намирали навсякъде еднакви условия за приложение. Това довело до изменения в схемата съобразно почвените и климатични условия, изразено преди всичко в замяната на видовете култури, участващи в сеитбообращението, с такива подходящи за дадени условия. Освен по този признак, замяната се е извършвала и при по-нискодобивните пролетни зърнено-житни култури /пролетен ечемик, пшеница, овес/, като те са били заменяни с по-високодобивните зимни зърнено-житни. Плодосменната система на земеделие с включването на окопни култури и използването на оборски тор допринесла за увеличаване на почвеното плодородие, изразяващо се в увеличаване на добивите от пшеницата съответно от 70 – 80 кг дка през 18 в. /Белгия, Дания, Холандия/ до 160 – 170 кг през 19 век, и до 250 – 300 кг/дка в началото на 20 в. при редовното използване на минерални торове. Същевременно по-дълбоката обработка на окопните култури и редуването им със зърнени-житни повишило ефикасността на борбата с плевелите, болестите и неприятелите.

## Тревополна
Тревополна система на земеделие – в основата на развитието на тази система стоят разработените от В. Р. Вилямс теоретични схващания, че плодородието на почвата може и трябва да се повишава само чрез биологичния метод. За главен фактор на плодородието на почвата той смята нейната структура. Ето защо въпроса за възстановяването на почвеното плодородие се свежда до поддържане на структурата на почвата в добро състояние. Единственото средство за възстановяване на структурата на почвата е засяването на многогодишни тревни смески, като за подобряване на структурното състояние на почвата се е смятало достатъчно престояването на тревните смески 2 години на едно поле. За това време те трябвало да изпълнят основната си функция по структурообразуването. За образуването на устойчиви структурни агрегати е било необходимо кореновите остатъци на тревните смески да се разлагат при анаеробни условия, което навело на извода полетата с многогодишни тревни смески да се разорават късно през есента и през следващата година да се засява с пролетна пшеница. Практическите опити и направените по-късно изследвания обаче установили, че не само тревните смески могат да възстановяват почвеното плодородие и структура. Всички култури оставят в почвата значителни количества органична маса, повишаваща почвеното плодородие, като едногодишните бобови обогатяват почвата с лесно усвоим азот. Прилагането на тревополното сеитбообращение с участието на многогодишни тревни смески се оказало неизгодно в засушливи райони, тъй като при тези условия тревите развивали слаба коренова система и не могат да изпълнят ролята на структурообразуващ фактор.

## Окопна
Окопна система на земеделие – при тази система повечето от полетата в сеитбообращението се заемат от окопни култури. Възстановяването на почвеното плодородие става с бобови култури и торене с органични и минерални торове. Характерно за окопната система е, че при нея няма свободни угари, сеитбообращението е максимално наситено с окопни култури, минимално участие в сеитбообращението на многогодишни треви, интензивно торене с органични и минерални торове, мелиоративни мероприятия, комплексна механизация на производствените процеси. По начин на използване на земята окопната система на земеделие се доближава до плодосменната, но се отличава от нея по някои съществени белези като:
- голямо участие на окопни растения;
- замяна на детелината със зърнени бобови (грах, кръмна бакла и др.);
- допуска се моно културно отглеждане;

Основно елемент на окопната система на земеделие са окопните сеитбообращения. Повечето от тях са 4 – 5 полни, като окопните култури заемат над 50% от площта. Окопната система на земеделие се оказала значително по-високоефективна от тревополната и подходяща за специализирани стопанства.